# Estadio Campeones del 36
El estadio Campeones del 36 está situado en la ciudad peruana de Sullana, en el departamento de Piura. 
El estadio, ya con graderías en 1938, debe su nombre a que el año 1936 la selección de Sullana consiguió alzarse como campeona nacional. Aunque también inspirados porque en ese mismo año se celebraron los Juegos Olímpicos de Berlín 1936. 
El 6 de agosto, fue el partido de Perú con Austria, quedando como marcador final de cuatro goles a dos sobre Austria. Al final, el encuentro es anulado tras la invasión de fanáticos al campo de juego.
Toda la selección peruana, por órdenes gubernamentales, se retiró de las Olimpiadas. Debido a la sobresaliente campaña de ese equipo peruano, se les rindió un homenaje nombrando así al estadio.
El Alianza Atlético de Sullana hace de local en este estadio. Aunque, debido a su pequeña capacidad, ha llevado algunos partidos al Miguel Grau de Piura. Actualmente, este recinto apenas alberga encuentros de Liga 1 y de Copa Perú.
El Campeones del 36 tiene proyectada una capacidad total de doce mil espectadores y contará con tres tribunas, actualmente occidente y norte, oriente se encuentra en obras. En el sector sur, se encuentran los vestuarios, por lo que el público no puede ingresar a esa zona.
El 20 de enero del 2014, representantes del Consorcio Sullana presentaron el diseño tridimensional de lo que será el Estadio Municipal Campeones del 36.
Dicho estudio tuvo una inversión de 378 400 nuevos soles y consistió en la elaboración del expediente técnico del proyecto, ampliación y mejoramiento del estadio Campeones del 36.
Dicho diseño contempla la construcción de tres tribunas con una capacidad aproximada de veinticinco mil espectadores, iluminación, césped natural, camerinos y accesos, según las reglas estipuladas por la Conmebol, por lo que se podría jugar partidos de competencias internacionales. Según los representantes de este consorcio, la ejecución de dicho proyecto está estimada en unos doce millones de nuevos soles.

## Historia

### Antiguo estadio
El terreno ubicado en el barrio Buenos Aires ha existido desde 1917, cuando solo era una explanada para la práctica de varios deportes. Dentro de este, se levantaban unas tribunas de madera que fueron parte del Coliseo Cerrado Gerónimo Seminario y Jaime, y daban forma a un pequeño estadio. En 1928, tras la fundación de la Liga Deportiva de Fútbol de Sullana, se forma el Comité pro-Gimnasio, presidido por el Dr. Carlos Enrique Zapata. Se cercó con caña y calaminas lo que en un futuro se convertiría en el Estadio Municipal de Sullana.

## Construcción
Años más tarde, el Gobierno central construye dos tribunas y un obelisco con pebetero. En 1938 el alcalde José Ildefonso Coloma inaugura las graderías y lo denomina Campeones del 36 en homenaje a la selección de Sullana, que el 26 de enero de 1936 ganó el Campeonato Nacional de Fútbol. 
Por décadas se dijo que el estadio era del Jorge Chávez y luego de Liga de Fútbol. 
A inicios de 1966, el Consejo Provincial cede parte del terreno a la Liga Provincial de Voleibol, para que tenga su coliseo, que fue inaugurado dos años más tarde.
En el verano de 1997, a causa de las fuertes lluvias que azotaban la zona norte del país, se cayó parte del cerco perimétrico del estadio entre calle Dos y Transversal Callao. El domingo 6 de septiembre de 1998, se disputaba el partido de Alianza Atlético vs. Cienciano, salvó de morir un grupo de aficionados cuando se cayó una tribuna madero-metálica que fue traída del Coliseo Gerónimo y Jaime.
El 15 de agosto de 2017, empezó la construcción de la tribuna norte del estadio, la misma que fue inaugurada el 13 de agosto de 2018 en el encuentro válido por la fecha 19 de segunda división, donde Alianza Atlético derrotó por 8-0 a Serrato Pacasmayo.

## Reinauguración
El 13 de agosto de 2018, se volvió a disputar un encuentro profesional en este recinto, ante 6000 personas (capacidad al momento con occidente y norte), Alianza Atlético derrotó por 8-0 a Serrato Pacasmayo por el torneo de segunda división. Este día marcó la inauguración de la tribuna popular norte. Sin embargo, la tribuna de oriente aún sigue en obras.
Este hecho marcaba la vuelta del fútbol profesional a la provincia de Sullana, luego de nueve años de ausencia, lo que hizo que Alianza Atlético fuera de ciudad en ciudad buscando escenarios deportivos aptos para el uso del fútbol profesional.

## Partidos internacionales
| Fecha   | Partido                         | Resultado    | Ronda           | Asistencia | Competencia            |
| ------- | ------------------------------- | ------------ | --------------- | ---------- | ---------------------- |
| 24-8-05 | Alianza Atlético- Universitario | 1-1 (4-1 p.) | Fase preliminar | 7984       | Copa Sudamericana 2005 |

## Feria de Reyes y Festival de la Canción
El estadio Campeones del 36 fue escenario de la recordada Feria de Reyes entre 1956 y 1998 (salvo 1984 que no hubo Feria). Años más tarde, fueron varias las ocasiones en que los organizadores de esta actividad artística y comercial  desearon organizar nuevamente la feria en el estadio, ya que llevar el festival y la feria al Campo Ferial no siempre resultó rentable. 
Cada 6 de enero, el Campeones del 36 recibía millares de personas, venidas desde muchas ciudades por la procesión que se  hacia en Sullana portando en andas al Señor de la Agonía (patrón de la ciudad), la Virgen de las Mercedes (Paita) y el Señor de la Buena Muerte de Chocan (Querecotillo), con motivo de la inauguración de la Feria de Reyes.
Entre 1971 y 1981, tuvo lugar el Festival de la Canción, donde hacían su presentación músicos y compositores de Perú, Ecuador, Colombia, Chile, Venezuela, etc. Recordados y grandes artistas de talla internacional pasaron por el escenario, tal es el caso del argentino Ricardo Montaner, los españoles Dyango y Raphael, las dominicanas  Chicas del Can, entre otros. Así como artistas nacionales, como Eva Ayllon, Los Kipus, Maritza Rodríguez, el Zambo Cavero, entre otros. 
La Feria de Reyes también fue un trampolín para los cómicos e imitadores como Fernando Armas, Miguel Barraza, Carlos Álvarez, entre otros.

## Deporte escolar
Dentro de las competencias escolares, podemos rescatar los grandes clásicos escolares protagonizados por el Carlos A. Salaverry y el Santa Rosa en las disciplinas de básquetbol y fútbol. También podemos destacar las competencias de atletismo donde la Institución Educativa My. PNP Roberto Morales Rojas llegó a ser bicampeona nacional en los años 1995 y 1996.